# Spisak sevdalinki
Spisak sevdalinki po abecednom redu. 

## A
- Ah, moj Aljo
- Ah, moj dilber
- Ah, moj doro
- Ah, meraka u večeri rane[1]
- Aj, bosiok se s rosom zamjerio
- Aj, draga dragom na ruci zaspala
- Aj, gdje si dragi, živa željo moja
- Aj, otkako sam sevdah svezo
- Akšam geldi
- Akšam mrače, moj po Bogu brate
- Ali-paša na Hercegovini
- Alija se do jezera krade
- Ašikuje Adem-aga
- A što ćemo ljubav kriti
- Azra

## B
- Banja Luko vatrom izgorjela(i ta tvoja sela)
- Bere cura plav' jorgovan
- Bosno moja, divna, mila
- Bosno moja plemenita
- Bosno moja poharana
- Bosno moja, sirotice kleta
- Braća Morići
- Bulbul mi poje
- Bulbul pjeva okolo Mostara

## C
- Crven fesić, mamo
- Cvjetala mi ruža

## Č
- Čempres viti, čempres ponositi
- Čije je ono djevojče
- Čudila se, aman ja
- Čudna jada od Mostara grada

## Ć
- Ćemalušo, mali Carigradu

## D
- Da je meni leći, umrijeti
- Da sam nešto prelijepa Čamka
- Da sam ptica
- Da sam sjajna mjesečina
- Djevojka je zelen bor sadila
- Djevojka sam na sve mi se žaluje
- Djevojka sokolu zulum učinila
- Djevojka viče s visoka brda
- Došla voda od br'jega do br'jega
- Du(h)ni vjetre malo sa Neretve
- Dunjaluče golem ti si
- Dva su cvijeta u bostanu rasla
- Dvore gradi Komadina Mujo

## Dž
- Džanum Fato

## Đ
- Đugum kuje đugumdžija Mujo
- Đela Fato đela zlato

## E
- Emina
- Evo ovu rumen-ružu
- Evo srcu mom radosti

## F
- Falila se lijepe Mare majka

## G
- Gledali se Mujo i Nizama
- Gondže ružo, u zelenom sadu
- Grana od bora pala kraj mora

## H
- Hasan-agin sevdah

## I
- Ibrahim se u mejhani hvali
- Ikindija, sunce zalazaše
- Ima l' jada k'o kad akšam pada
- Ismihana
- Iziđider Fato

## J
- Jasenice, nestalo ti gaza
- Ja zagrizoh šareniku jabuku
- Ja uranih jutros rano prije sabaha
- Ječam žele Tuzlanke djevojke
- Jesam li ti dragi govorila
- Jutros prođoh kroz čaršiju
- Jutros rano podranila Danica

## K
- Kad ja pođem, draga, iz Saraj'va grada
- Kad ja pođoh na Bembašu[2]
- Kad se jangin iz sokaka pomoli
- Kad zapjeva Bosna naša
- Karanfile cvijeće moje
- Karanfil se na put sprema
- Kasno prođoh kraj Morića hana
- KIša pada, trava raste, zlatna godina
- Kol'ko ima, Hano
- Kolika je Jahorina planina
- Kol'ko ima, Hano
- Kradem ti se u večeri
- Kraj tanana šadrvana
- Koja gora ivo

## L
- Lastavice, lasto
- Lijepi li su mostarski dućani
- Lutaj pjesmo

## M
- Majka Fatu kroz tri gore viče
- Mejra na tabutu
- Mene draga njeguje i gleda
- Meni draga sitna pisma piše
- Meni moja ne vjeruje majka
- Mila majko šalji me na vodu
- Mislio sam svaki dan
- Mogu l' Hanko noćiti
- Moj behare
- Moj dilbere
- Moj nevene, šestopere
- Mujo Đogu po mejdanu voda
- Mujo kuje konja po mjesecu
- Mehmeda je stara majka karala
- Mlad se Ivo oženio
- Moj zumbule

## N
- Nađija
- Na mezaru majka plače
- Na livadi, na serdžadi
- Na pr'jestolu sjedi sultan
- Ne ašikuj, Mujo
- Ne klepeći nanulama
- Negdje u daljini
- Nema ljepše knjige od Kur'ana
- Ni Bajrami više nisu
- Nigdje zore ni bijela dana
- Niz polje idu babo sejmeni

## O
- O, jeseni tugo moja
- Oj, Boga ti, siva ptico sokole
- Oj, djevojko Anadolko
- Oj, djevojko, ašik dušo
- Oj, djevojko džidžo moja
- Oj, djevojko mala
- Oj, djevojko pod brdom
- Oj, golube, moj golube
- Oj, međice, međice
- Oj, moja ružo rumena
- Okreni se niz đul-bašču
- Omer-beže na kuli sjeđaše
- Opkladi se momče i djevojče
- Otvor' vrata od hamama
- Oj javore javore

## P
- Pita Fata Halil mejhandžiju
- Pjesma o Himzi Polovini
- Platno bijeli Sarajka djevojka
- Pod Mostarom tri debela hlada
- Pod Skočićem trava potrvena
- Pod Tuzlom se zeleni meraja
- Podne uči u Mostaru gradu
- Pokraj grada Sarajeva
- Pokraj vrela
- Poljem se vija Hajdar-delija
- Po Vakufu tri telala viču
- Preletjela šarka ptica
- Prođoh Bosnom kroz gradove
- Put putuje Latif-aga
- Povela je Jelka dva konja na vodu

## R
- Rado, kćeri Rado
- Razbolje se lijepa Hajrija
- Razbolje se srce moje
- Razbolje se šimšir list
- Rumena mi ruža procvala

## S
- Sabah-zora, ezan uči
- Sa Gradačca bijele kule
- Sa Igmana pogledat' je lijepo
- Sanak me mori
- San zaspala dilber Sajma
- San usnila Osman-begovica
- S one strane vode Sane
- S one strane Plive
- Sarajčice hajdemo
- Sarajevo, behara ti tvoga
- Sarajevo, divno mjesto
- Sarajevo, pjesmom opjevano
- Sedamdeset i dva dana
- Sejdefu majka buđaše
- Sini jarko sa istoka sunce
- Sinoć ja i moja kona
- Sirota sam na sve mi se žaluje
- Sjećaš li se kad si lani
- Snijeg pade na behar na voće
- Soko leti iznad Sarajeva
- Srdo moja, ne srdi se na me
- Srušila se kula i kapija
- Stade se cvijeće rosom kititi
- Stara staza
- Sjetuje me majka
- Svadili se orli i sokoli
- Sve behara i sve cvjeta

## Š
- Šehidski rastanak
- Širi mjesec po Igmanu zrake
- Široka kita rakita
- Šta bi bila đuzel-đula
- Šta je život, bajka samo
- Šta se sjaji nasred Sarajeva
- Što li mi se Radobolja muti
- Što se ono Travnik zamaglio
- Što te nema
- Što te nema dragi da mi dođeš
- Šeher grade Banja luko mila

## T
- Tamburalo momče uz tamburu
- Tamburice, moja dangubice
- Tebi, majko, misli lete
- Tekla rijeka potokom i jazom
- Telal viče od jutra do mraka
- Telal viče po Hercegovini
- Teško meni jadnoj u Saraj'vu samoj
- Trepetljika trepetala
- Tamo dolje niz mahalu

## U
- U bosanskom malom selu
- U đul bašti
- U lijepom starom gradu Višegradu
- U Stambolu na Bosforu
- U Travniku na Daltabaniku
- U Trebinju gradu
- Umihana Hadži Jusufova
- Umorih se ruže trgajući
- Uzeh đugum i maštrafu

## V
- Vezak vezla Adem-kada
- Vezak vezla Duda Penjavina
- Vezak vezla ljepotica mlada
- Vihor ružu niz polje tjeraše
- Vilu ljubi Murtez Alagiću
- Vino piju age Sarajlije
- Vino piju Age Sarajlije (II)
- Voljelo se dvoje mladih

## Z
- Zaplakala stara majka
- Zašto svićeš tako rano
- Zmaj od Bosne
- Znaš li, dragi, kad se zagledasmo
- Zove majka pašu Sokoliju
- Zvijezda tjera mjeseca
- Zarasle su staze moje